# Discocharopa inexpectata
Discocharopa inexpectata är en snäckart som först beskrevs av Madeleine Gabriel 1947.  Discocharopa inexpectata ingår i släktet Discocharopa och familjen Charopidae. Inga underarter finns listade i Catalogue of Life.